# Mihail Kuzmin
Mihail Alekseevici Kuzmin (în rusă Михаил Алексеевич Кузмин; n. 6/18 octombrie 1872, Iaroslavl, Imperiul Rus – d. 1 martie 1936, Leningrad, RSFS Rusă, URSS) a fost un scriitor și compozitor rus, exponent important al epocii de argint a poeziei ruse.
A scris o lirică simbolistă în ton minor, remarcabilă prin muzicalitate și măiestrie tehnică.
Proza este livrescă, stilizând elemente din romanul cavaleresc și picaresc, hagiografia bizantină și nuvela italiană.

## Biografie
Născut într-o familie nobilă din Yaroslavl, Kuzmin a crescut în St. Petersburg și a studiat muzica la Conservatorul „Sankt Petersburg” sub îndrumarea lui Nikolai Rimsky-Korsakov. Nu a absolvit, oricum, mai târziu explicând influența pe care a avut-o poezia asupra sa: „Este și mai ușor și mai simplu. Poezia „cade gata făcută” direct din cer, precum mana în gurile israeliților în deșert.” Dar nu a renunțat la muzică niciodată; în 1906 a compus muzica producției lui Alexander Blok, ”Meyerhold's”  din spectacolul ”The Fair Show Booth”, iar cântecele sale au devenit foarte populare în rândul protipendadei din Sankt Petersburg: „El le interpreta acompaniindu-se la pian, mai întâi în diferite saloane, incluzând ”Ivanov's Tower”, mai apoi la ”The Stray Dog”. Lui Kuzmin îi plăcea să afirme despre propria-i creație că: „Este doar o muzică modestă, dar are otrava sa.”

## Scrieri
- 1906: „Cântece alexandrine” („Aleksandriiskie pesni”)
- 1929: „Păstrăvul sparge gheața” („Форель разбивает лёд”)
- 1907: „Aventurile lui Aimé Lebœuf” („Prikliuceniia Eme-Lebefa”)
- 1908: „Faptele lui Alexandru cel Mare” („Podvigi Velikogo Aleksandra”)
- 1919: „Viața neobișnuită a contelui J. B. Cagliostro” („Čusdenaia jizn' Josifa Kaliostro”).